# Hedysarum jinchuanense
Hedysarum jinchuanense là một loài thực vật có hoa trong họ Đậu. Loài này được L.Z.Shue miêu tả khoa học đầu tiên.